# デジスコ

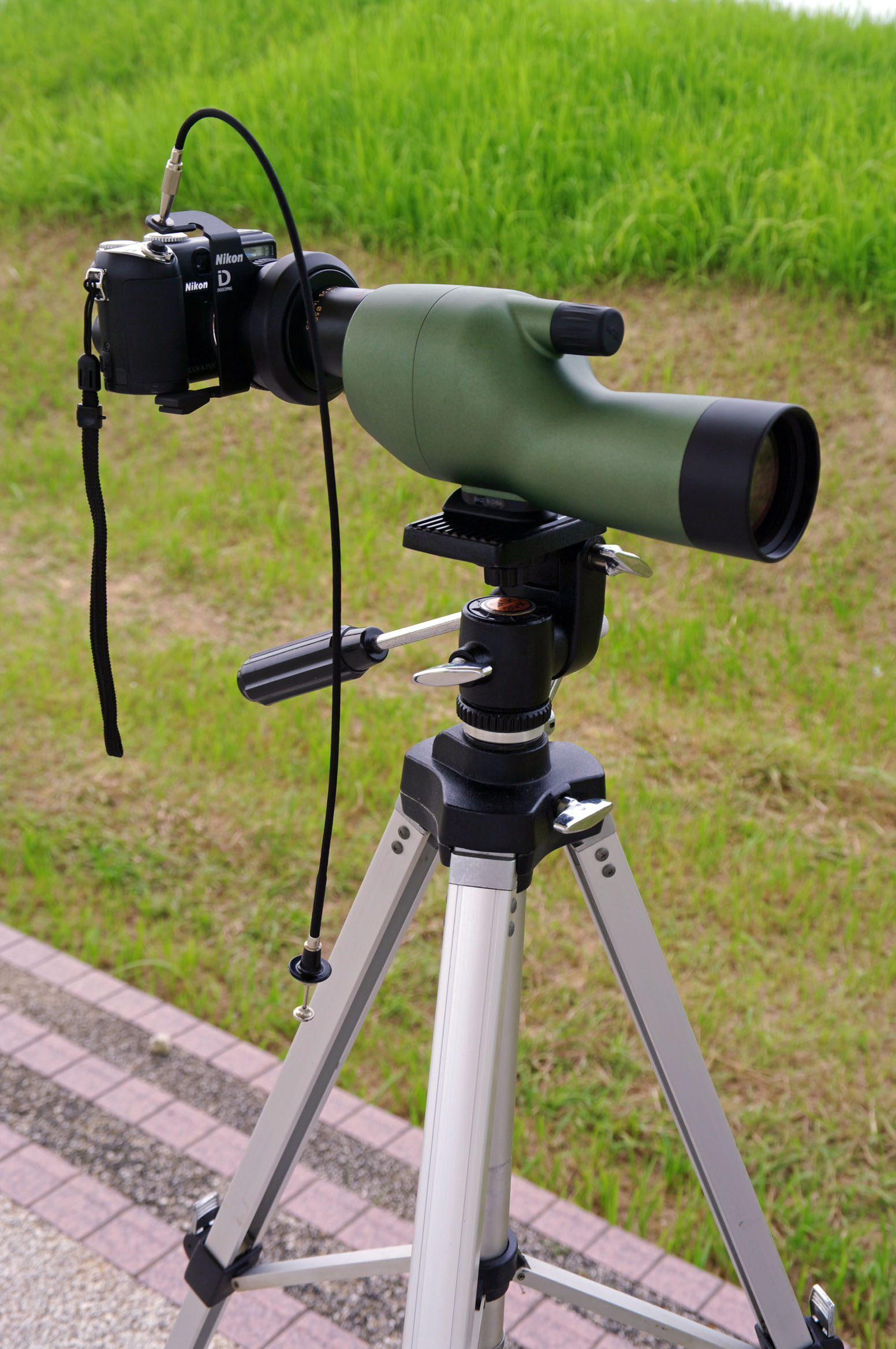
デジスコの撮影機材例（ニコンフィールドスコープED50とCOOLPIX P5000）

デジスコとは、デジタルカメラとフィールドスコープ（望遠鏡）とを合わせた造語である。コリメート撮影とも呼ぶ。その名の通り、ふたつを組み合わせて行う撮影方法であり、超望遠の撮影が可能となる。

## 概要
通常超望遠の撮影は、超望遠レンズをレンズのないボディに組み合わせて行なうが、デジスコの技法は、カメラに付けられたレンズに、更にスコープ（望遠鏡）を組み合わせて超望遠の効果を得るところに特徴がある。この撮影方法をコリメート撮影と呼ぶ。野鳥撮影などの際には、一眼レフと超望遠レンズの組み合わせよりも、安価で焦点距離が長く、軽量になるとされている。
フィールドスコープは、地上の鳥等を見る為に正像で見えるように内部にプリズムを入れて像を反転させている。これをカメラレンズでもう一度反転させて撮像部に投影する方法がコリメート撮影法である。
ボディーに直接天体望遠鏡を組み合わせて撮影する方法は、直焦点撮影法と呼ばれ、普通の超望遠レンズを使う方法と変わらないので通常デジスコとは呼ばない。 対物レンズの光を直接撮像部に投影するので画像の劣化が無くさらに天体望遠鏡の場合中心部の精度は良くなるが周辺部は流れるので補正レンズを併用する事もある。